# Сквер М. Горького (Арзамас)
Сквер Максима Горького — сквер в городе Арзамасе. Разбит на пересечении улицы Горького с Советской и 1 Мая. Название было присвоено в честь писателя Максима Горького, жившего неподалёку во время ссылки на улице Карла Маркса.

## История
До революции сквер имел название Дровяная площадь, на месте которой располагалась Крестовоздвиженская церковь, разобранная в 1929 году. В 1968 году установлен памятник М. Горькому в честь 100-летнего юбилея писателя (создан арзамасским скульптором М. М. Лимоновым). 
В настоящее время сквер находится в плачевном состоянии. В 2018 году было принято решение о его благоустройстве. На данный момент проложены дорожки из плиточного и асфальтного покрытия, сохранены одиночные насаждения, живая изгородь из пузыреплодника.